# Romanus (biskup kruszwicki)
Roman – biskup kruszwicki, zmarł w 1097 roku. Kronika Jana Długosza wskazuje, że był biskupem kruszwickim w latach 1082–1097. Został pochowany w katedrze kruszwickiej.